# @ (альбом)
@ — музыкальный альбом, созданный Джоном Зорном и Тёрстоном Муром. Это первый коллаборационный альбом дуэта записан в Нью-Йорке в феврале 2013 года и выпущенный Tzadik в сентябре 2013 года. Альбом состоит из музыкальных импровизаций от Джона Зорна и Тёрстона Мура, записанными в студии в реальном времени без правок или наложений.

## Список композиций
Вся музыка написана Джоном Зорном и Тёрстоном Муром.
| №                   | Название                     | Длительность |
| ------------------- | ---------------------------- | ------------ |
| 1.                  | «6th Floor Walk-Up, Waiting» | 12:25        |
| 2.                  | «Jazz Laundromat»            | 4:58         |
| 3.                  | «Dawn Escape»                | 9:39         |
| 4.                  | «Her Sheets»                 | 4:19         |
| 5.                  | «Soiled, Luscious»           | 6:12         |
| 6.                  | «Strange Neighbor»           | 9:45         |
| 7.                  | «For Derek and Evan»         | 7:54         |
| Общая длительность: | Общая длительность:          | 55:12        |

## Участники записи
- Джон Зорн — саксофон-альт
- Тёрстон Мур — электрогитара
- Эрик Элтерман — инженер
- Марк Урсул — микшерный пульт
- Джон Зорн и Кадзунори Сугияма — продюсеры